# Astilbe papuana
Astilbe papuana là một loài thực vật có hoa trong họ Saxifragaceae. Loài này được Schltr. miêu tả khoa học đầu tiên năm 1914.